# European Le Mans Series à Jarama 2001
Les 2 Heures 45 de Jarama 2001, disputé sur le 20 mai 2001 sur le Circuit de Jarama est la quatrième manche de l'American Le Mans Series 2001 et la troisième manche de l'European Le Mans Series 2001.

## Course
Voici le classement provisoire au terme de la course.
- Les vainqueurs de chaque catégorie sont signalés par un fond jauni.
- Pour la colonne Pneus, il faut passer le curseur au-dessus du modèle pour connaître le manufacturier de pneumatiques.

| Pos.   | Classe | N° | Écurie                                | Pilotes                                     | Châssis                   | Pneus | Tours |
| Pos.   | Classe | N° | Écurie                                | Pilotes                                     | Moteur                    | Pneus | Tours |
| ------ | ------ | -- | ------------------------------------- | ------------------------------------------- | ------------------------- | ----- | ----- |
| 1      | LMP900 | 1  | Audi Sport Team Joest                 | Tom Kristensen Rinaldo Capello              | Audi R8                   | M     | 114   |
| 1      | LMP900 | 1  | Audi Sport Team Joest                 | Tom Kristensen Rinaldo Capello              | Audi 3.6L Turbo V8        | M     | 114   |
| 2      | LMP900 | 2  | Audi Sport Team Joest                 | Frank Biela Emanuele Pirro                  | Audi R8                   | M     | 114   |
| 2      | LMP900 | 2  | Audi Sport Team Joest                 | Frank Biela Emanuele Pirro                  | Audi 3.6L Turbo V8        | M     | 114   |
| 3      | LMP675 | 5  | Dick Barbour Racing                   | Didier de Radiguès Eric van de Poele        | Reynard 01Q               | G     | 108   |
| 3      | LMP675 | 5  | Dick Barbour Racing                   | Didier de Radiguès Eric van de Poele        | Judd GV675 3.4L V8        | G     | 108   |
| 4      | LMP900 | 7  | Johansson Motorsport Arena Motorsport | Stefan Johansson Guy Smith                  | Audi R8                   | M     | 105   |
| 4      | LMP900 | 7  | Johansson Motorsport Arena Motorsport | Stefan Johansson Guy Smith                  | Audi 3.6L Turbo V8        | M     | 105   |
| 5      | GT     | 43 | BMW Motorsport Team Schnitzer         | Fredrik Ekblom Dirk Müller                  | BMW M3 GTR                | M     | 102   |
| 5      | GT     | 43 | BMW Motorsport Team Schnitzer         | Fredrik Ekblom Dirk Müller                  | BMW 4.0L V8               | M     | 102   |
| 6      | GT     | 42 | BMW Motorsport Team Schnitzer         | J.J. Lehto Jörg Müller                      | BMW M3 GTR                | M     | 102   |
| 6      | GT     | 42 | BMW Motorsport Team Schnitzer         | J.J. Lehto Jörg Müller                      | BMW 4.0L V8               | M     | 102   |
| 7      | GT     | 22 | Alex Job Racing                       | Randy Pobst (en) Emmanuel Collard           | Porsche 911 GT3 RS        | M     | 102   |
| 7      | GT     | 22 | Alex Job Racing                       | Randy Pobst (en) Emmanuel Collard           | Porsche 3.6L Flat-6       | M     | 102   |
| 8      | GTS    | 26 | Konrad Team Saleen                    | Toni Seiler Walter Brun Franz Konrad        | Saleen S7-R               | G     | 100   |
| 8      | GTS    | 26 | Konrad Team Saleen                    | Toni Seiler Walter Brun Franz Konrad        | Ford 7.0L V8              | G     | 100   |
| 9      | LMP675 | 32 | Roock-KnightHawk Racing               | Mel Hawkins Earl Goddard Tomas Saldaña (en) | Lola B2K/40               | A     | 98    |
| 9      | LMP675 | 32 | Roock-KnightHawk Racing               | Mel Hawkins Earl Goddard Tomas Saldaña (en) | Nissan (AER) VQL 3.4L V6  | A     | 98    |
| 10     | GT     | 61 | P.K. Sport                            | Mark Humphrey Piers Masarati                | Porsche 911 GT3 RS        | D     | 96    |
| 10     | GT     | 61 | P.K. Sport                            | Mark Humphrey Piers Masarati                | Porsche 3.6L Flat-6       | D     | 96    |
| 11 DNF | GT     | 60 | P.K. Sport                            | Mike Youles Robin Liddell                   | Porsche 911 GT3 RS        | D     | 95    |
| 11 DNF | GT     | 60 | P.K. Sport                            | Mike Youles Robin Liddell                   | Porsche 3.6L Flat-6       | D     | 95    |
| 12     | GT     | 65 | Paco Orti Racing                      | Jésus Diez de Villarroel Paco Orti          | Porsche 911 GT3 R         | D     | 94    |
| 12     | GT     | 65 | Paco Orti Racing                      | Jésus Diez de Villarroel Paco Orti          | Porsche 3.6L Flat-6       | D     | 94    |
| 13     | GT     | 52 | Seikel Motorsport                     | Tony Burgess Max Cohen-Olivar               | Porsche 911 GT3 RS        | Y     | 93    |
| 13     | GT     | 52 | Seikel Motorsport                     | Tony Burgess Max Cohen-Olivar               | Porsche 3.6L Flat-6       | Y     | 93    |
| 14     | LMP900 | 51 | Panoz Motorsports                     | Klaus Graf Franck Lagorce                   | Panoz LMP07               | M     | 91    |
| 14     | LMP900 | 51 | Panoz Motorsports                     | Klaus Graf Franck Lagorce                   | Élan (Zytek) 4.0L V8      | M     | 91    |
| 15     | GTS    | 44 | Konrad Motorsport                     | Bernardo Sá Nogueira Maciej Stanco          | Porsche 911 GT2           | G     | 87    |
| 15     | GTS    | 44 | Konrad Motorsport                     | Bernardo Sá Nogueira Maciej Stanco          | Porsche 3.8L Turbo Flat-6 | G     | 87    |
| 16     | GT     | 23 | Alex Job Racing                       | Lucas Luhr Sascha Maassen                   | Porsche 911 GT3 RS        | M     | 83    |
| 16     | GT     | 23 | Alex Job Racing                       | Lucas Luhr Sascha Maassen                   | Porsche 3.6L Flat-6       | M     | 83    |
| 17 DNF | GT     | 66 | Harlow Motorsport                     | Terry Rymer (en) Stephen Watson (en)        | Porsche 911 GT3 R         | D     | 77    |
| 17 DNF | GT     | 66 | Harlow Motorsport                     | Terry Rymer (en) Stephen Watson (en)        | Porsche 3.6L Flat-6       | D     | 77    |
| 18     | GT     | 64 | Sebah Automotive, Ltd.                | Hugh Hayden Stephen Earle                   | Porsche 911 GT3 R         | A     | 74    |
| 18     | GT     | 64 | Sebah Automotive, Ltd.                | Hugh Hayden Stephen Earle                   | Porsche 3.6L Flat-6       | A     | 74    |
| 19 DNF | GTS    | 41 | Ray Mallock Ltd. (RML)                | Bruno Lambert Ian McKellar Jr.              | Saleen S7-R               | D     | 30    |
| 19 DNF | GTS    | 41 | Ray Mallock Ltd. (RML)                | Bruno Lambert Ian McKellar Jr.              | Ford 7.0L V8              | D     | 30    |
| 20 DNF | LMP900 | 50 | Panoz Motorsports                     | Jan Magnussen David Brabham                 | Panoz LMP07               | M     | 30    |
| 20 DNF | LMP900 | 50 | Panoz Motorsports                     | Jan Magnussen David Brabham                 | Élan (Zytek) 4.0L V8      | M     | 30    |
| 21 DNF | LMP675 | 57 | Dick Barbour Racing                   | John Graham Milka Duno                      | Reynard 01Q               | G     | 5     |
| 21 DNF | LMP675 | 57 | Dick Barbour Racing                   | John Graham Milka Duno                      | Judd GV675 3.4L V8        | G     | 5     |

## Statistiques
- Pole Position - #1 Audi Sport Team Joest - 1:22.285
- Record du tour - #2 Audi Sport Team Joest - 1:23.035
- Distance - 438.9 km
- Vitesse moyenne - 158.506 km/h